# Cirella (isola)
Cirella è un'isola dell'Italia sita nel mar Tirreno, in Calabria.
Si trova nella costa nord occidentale del Tirreno calabrese, di fronte l'abitato di Cirella, frazione di Diamante in Provincia di Cosenza. Ha una superficie di 0,12 km² e raggiunge un'altezza massima di circa 40 metri; le rocce calcaree dell'isola, sottoposte all'erosione marina, hanno dato vita a molte grotte ed insenature. La flora è quella tipica della macchia mediterranea, arricchita da boschetti di euforbio e limoni.
Sulla sommità si ergono i ruderi di una fortificazione militare, detta Torre dell'Isola di Cirella, di pianta quadrata con lati lunghi circa 10 metri e mura spesse tre o quattro metri. Essa fu costruita nel 1562 per prevenire l'assalto dei pirati turchi all'abitato di Cirella.
Si presume che uno specchio di mare intorno all'isola nasconda alcuni reperti archeologici a causa di rinvenimenti di anfore risalenti al periodo greco romano.
I fondali del lato est dell'isola sono ricchissimi di vegetazione marina (Posidonia Oceanica) e si ritrovano anche esemplari di Pinna nobilis il più grande bivalve del mediterraneo.
Nell'agosto del 2007, su segnalazione di alcuni turisti, sono stati rinvenuti due ordigni della seconda guerra mondiale a poca distanza dalla costa est dell'isola, a qualche metro di profondità. Qualche giorno dopo la segnalazione i due proiettili sono stati disinnescati e fatti brillare al largo da uomini della Guardia Costiera.

## Galleria d'immagini

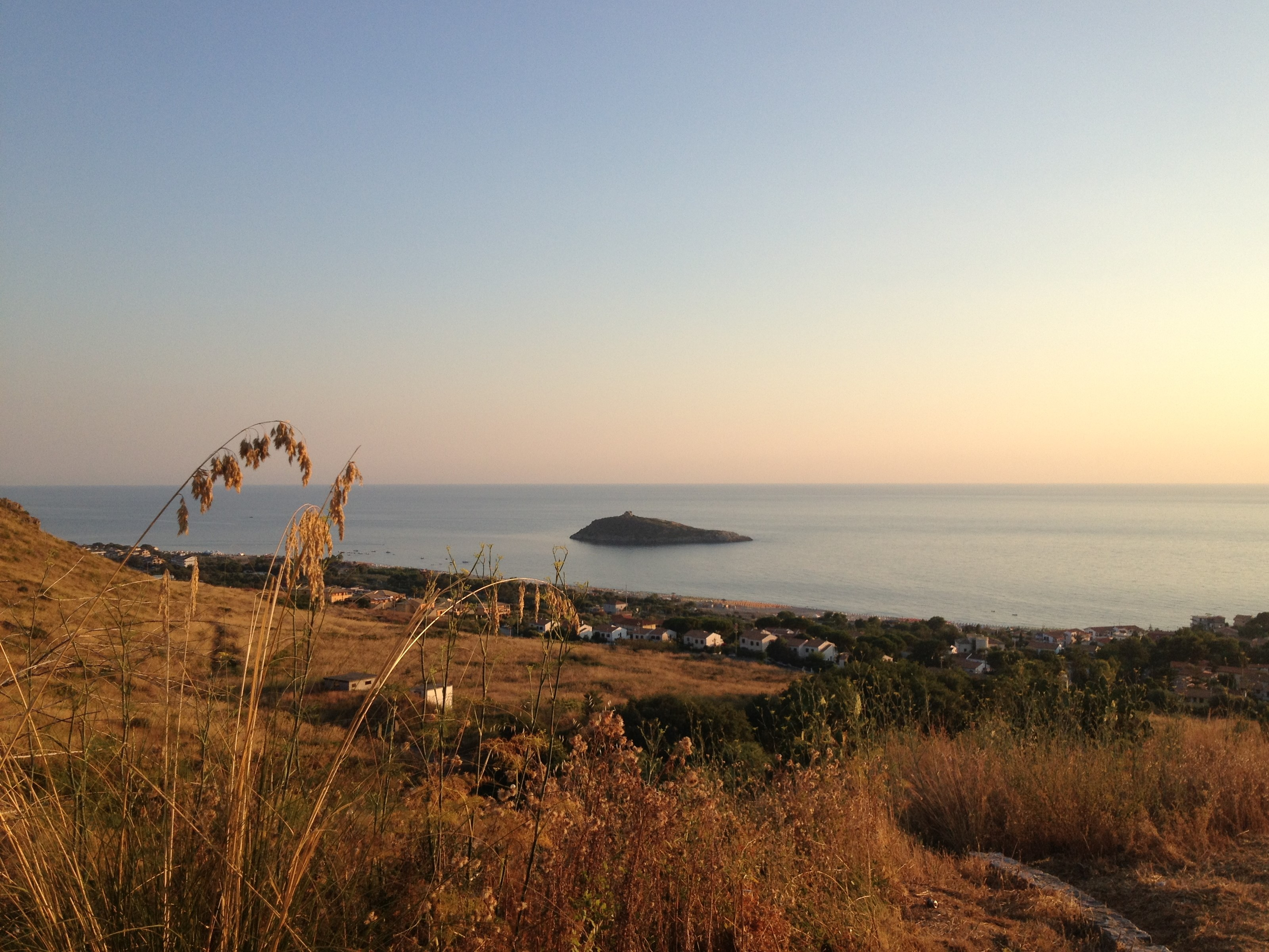
L'isola di Cirella